# Nürnberg
Nürnberg er den næststørste by i den tyske delstat Bayern efter hovedstaden München. Byen har 518.365 indbyggere (31/12/2018), hvilket gør den til Tysklands 14. største by. Byen ligger ved Pegnitz (fra samløbet med Rednitz i Fürth og fremefter: Regnitz, en biflod til Main) og Main-Donau-Kanalen i Regierungsbezirk Mittelfranken, og det er den største by og den uofficielle hovedstad i Franken. Nürnberg danner et sammenhængende byområde med nabobyerne Fürth, Erlangen og Schwabach med et samlet indbyggertal på 800.376 (2019), mens den større Metropolregion Nürnberg har omkring 3,6 mio. indbyggere. Byen ligger omkring 170 km nord for München. Det er den største by i Østfranken 
Byen rummer adskillige store uddannelsesinstitutioner som Friedrich-Alexander-Universität Erlangen-Nürnberg, der med knap 40.000 studerende i 2017 var Bayerns 3. største og Tysklands 11. største universitet, med campuser i Erlangen og Nürnberg, samt et universitetshospital i Erlanden (Universitätsklinikum Erlangen). Technische Hochschule Nürnberg og Hochschule für Musik Nürnberg bliver også associeret med byen. Flughafen Nürnberg er den næsttravleste lufthavn i Bayern efter Munchen lufthavn, og det er den 10. travleste i Tyskland.
Staatstheater Nürnberg er en af fem bayerske statsteatre, der opfører opera, operetter, musical og balletter samt teater og koncerter på sine scener i Operahaus, Schauspielhaus og Meistersingerhalle. Dets orkester, Staatsphilharmonie Nürnberg, er Bayerns næststørste efter Bayerische Staatsopers Bayerisches Staatsorchester i München. Nürnberg er fødestedet for Albrecht Dürer og Johann Pachelbel. Byen rummer mange gamle bygninger helt tilbage fra middelalderen og renæssancen, herunder Nürnberger Burg og Nürnberg bymur. I udkanten af byen ligger den 63 hektar store Nürnberg Zoo (Tiergarten Nürnberg), hvor ca. 300 dyrearter er repræsenteret.
Retsopgøret efter 2. verdenskrig fandt sted i byen. I dag er byen bl.a. kendt for sine mange messer, herunder verdens største årlige legetøjsmesse, Spielwarenmesse. I 2006 var Nürnberg en af værtsbyerne for VM i fodbold.

## Historie

### Grundlæggelse af byen
Nürnberg blev grundlagt mellem år 1000 og 1040, hvor grænserne mellem Bayern, Sachsen, Ostfranken og Böhmen blev fastlagt, og vigtige handelsveje opstod i området. Det er i hvert fald sikkert, at byen fra begyndelsen havde ret til at afholde markeder, fordi den i 1050 bliver nævnt af kejser Henrik 3. i Sigena-dokumenter under navnet Nuorenberc (klipperige bjerg). Borgen i Nürnberg viste sig hurtigt som et vigtigt støttepunkt for kejserriget. I 1065 grundlagde Henrik 4. et selvstændigt rets- (Hochgerichts) og forvaltningsområde, der omfattede Nürnberg og den nærmeste omegn. Kejser Frederik 2. gjorde med sit store frihedsbrev (Großen Freiheitsbrief) fra 1219 Nürnberg til en selvstændig rigsby. Indtil 1427 blev byen regeret af borggrever. Borggreve Friedrich VI solgte sin titel til Nürnbergs byråd. Til overdragelsen til delstaten Bayern lå den politiske magt i Nürnberg i hænderne på dette råd.

### Opblomstring og guldalder
Mange kejsere valgte Nürnberg som opholdssted, derunder Karl 4. , som i 1356 underskrev gyldne dokumenter (Goldene Bulle). 1423 overdrog kejser Sigismund rigsklenodierne i byens varetægt. De blev her til begyndelsen af det 19. århundrede. Årene mellem 1470 og 1530 anses som Nürnbergs guldalder – på trods af tilbagevendende konflikter med stormænd som Götz von Berlichingen og Conz Schott von Schottenstein. Byens rigdom blev grundlagt på fremragende håndværkskunst og positionen som en vigtig markedsplads midt i Europa. Nürnberg, Köln og Prag hørte til de største byer i det Tysk-romerske rige.
Under Trediveårskrigen var området omkring Nürnberg i flere år skueplads for en stillingskrig. Byen blev aldrig indtaget, men på grund af de store skader i oplandet blev byen langvarigt økonomisk svækket. I 1649 fandt Friedensmahl (fredsmåltidet) sted, hvor krigens parter i flere dage fejrede fredsslutningen.

### Under nazismen
Under nazisternes herredømme fik byen en opblomstring. Nazistpartiet holdt sine årlige Reichsparteitage i Nürnberg. Hotellet Der Deutscher Hof er kendt som Hitlers indkvarteringssted under denne kongres. I Nürnbergs periferi påbegyndtes et kæmpemæssigt byggeprojekt, Reichsparteitagsgelände, hvor disse festdage kunne afholdes.

## Klima
| Vejr for Nürnberg                 | Vejr for Nürnberg | Vejr for Nürnberg | Vejr for Nürnberg | Vejr for Nürnberg | Vejr for Nürnberg | Vejr for Nürnberg | Vejr for Nürnberg | Vejr for Nürnberg | Vejr for Nürnberg | Vejr for Nürnberg | Vejr for Nürnberg | Vejr for Nürnberg | Vejr for Nürnberg |
|                                   | Jan               | Feb               | Mar               | Apr               | Maj               | Jun               | Jul               | Aug               | Sep               | Okt               | Nov               | Dec               | År                |
| --------------------------------- | ----------------- | ----------------- | ----------------- | ----------------- | ----------------- | ----------------- | ----------------- | ----------------- | ----------------- | ----------------- | ----------------- | ----------------- | ----------------- |
| Gennemsnitlig maks °C             | 2,5               | 4,4               | 9,2               | 16,4              | 21,4              | 23,8              | 26,6              | 26,2              | 19,4              | 13,9              | 7,2               | 3,5               | 14,5              |
| Gennemsnitlig min °C              | −3,1              | −2,9              | 0,4               | 3,3               | 8                 | 12,1              | 13,3              | 2,7               | 9                 | 5,2               | 1,2               | −1,8              | 4                 |
| Gennemsnitlig nedbør mm           | 42                | 37                | 47                | 40                | 61                | 66                | 80                | 64                | 50                | 53                | 47                | 51                | 638               |
| Kilde (27. februar 2019): TurVejr |                   |                   |                   |                   |                   |                   |                   |                   |                   |                   |                   |                   |                   |

## Museer
- Germanisches Nationalmuseum
- Albrecht-Dürer-Haus
- Kunsthalle Nürnberg
- Kunstverein Nürnberg
- Neues Museum Nürnberg
- Spielzeugmuseum Nürnberg
- Verkehrsmuseum Nürnberg

## Galleri
- Nürnberg
- Den middelalderlige bymur i Nürnberg.
- Det kejserlige slot.
- St. Sebald.
- Reichsparteitagsgelände.
- Kongreshallen.
- Hans Sachs springvand.
- Weissgerber gyde.
- Rochus kirkegård.